# Dainis Kazakevičs
Dainis Kazakevičs (Bauska, 30 marzo 1981) è un allenatore di calcio e dirigente sportivo lettone.

## Palmarès

### Allenatore

#### Competizioni nazionali
- 1. Līga: 1

Jelgava: 2009
- Coppa di Lettonia: 1

Jelgava: 2009-2010